# گذردهی نسبی
| مواد                       | εr                                                                        |
| -------------------------- | ------------------------------------------------------------------------- |
| خلأ                        | ۱ (بنابر تعریف)                                                           |
| جو زمین                    | ۱٫۰۰۰۵۸۹۸۶±۰٫۰۰۰۰۰۰۵۰ (در شرایط استاندارد دما و فشار ، برای ۰/۹ مگاهرتز), |
| پلی تترافلوئورواتیلن/تفلون | ۲٫۱                                                                       |
| پلی‌اتیلن/XLPE              | ۲٫۲۵۰۰                                                                    |
| پلی‌آمید                    | ۳٫۴                                                                       |
| پلی‌پروپیلن                 | ۲/۲–۲/۳۶                                                                  |
| پلی‌استایرن                 | ۲/۴–۲/۷                                                                   |
| کربن دی‌سولفید              | ۲٫۶                                                                       |
| مایلار                     | ۳٫۱                                                                       |
| کاغذ، printing, 200 kHz,   | ۱٫۴                                                                       |
| پلیمر الکترواکتیو          | ۲–۱۲                                                                      |
| میکا                       | ۳–۶                                                                       |
| سیلیسیم دی‌اکسید            | ۳٫۹                                                                       |
| یاقوت کبود                 | ۸/۹–۱۱/۱ (۰۷ ناهمسانگرد)                                                  |
| بتن                        | ۴٫۵                                                                       |
| پیرکس (شیشه)               | ۴٫۷ (۳/۷–۱۰)                                                              |
| نئوپرن                     | ۶٫۷                                                                       |
| لاستیک طبیعی               | ۷                                                                         |
| الماس                      | ۵/۵–۱۰                                                                    |
| نمک                        | ۳–۱۵                                                                      |
| گرافیت                     | ۱۰–۱۵                                                                     |
| سیلیسیم                    | ۱۱٫۶۸                                                                     |
| سیلیکون نیترید             | ۷–۸ (بس‌بلورین، 1 MHz)                                                     |
| آمونیاک                    | 26, 22, 20, 17 (−۸۰, −۴۰, ۰, +۲۰ °C)                                      |
| متانول                     | ۳۰                                                                        |
| اتیلن گلیکول               | ۳۷                                                                        |
| فورفورال                   | ۴۲٫۰                                                                      |
| گلیسیرین                   | 41.2, 47, 42.5 (0, 20, 25 °C)                                             |
| آب                         | 87.9, 80.2, 55.5 (۰, ۲۰, ۱۰۰ °C) برای نور مرئی: ۱/۷۷                      |
| هیدروفلوئوریک اسید         | 175, 134, 111, 83.6 −۷۳ °C, −۴۲ °C, −۲۷ °C, 0 °C),                        |
| هیدرازین                   | ۵۲٫۰ (20 °C),                                                             |
| فرم‌آمید                    | ۸۴٫۰ (20 °C)                                                              |
| سولفوریک اسید              | ۸۴–۱۰۰ (۲۰–۲۵ °C)                                                         |
| هیدروژن پراکسید            | 128 محلول آبی–۶۰ (−۳۰–۲۵ °C)                                              |
| هیدروژن سیانید             | ۱۵۸/۰–۲/۳ (۰–۲۱ °C)                                                       |
| تیتانیوم دی‌اکسید           | ۸۶–۱۷۳                                                                    |
| تیتانات استرانسیم          | ۳۱۰                                                                       |
| باریم تیتانات استرانسیم    | ۵۰۰                                                                       |
| تیتانات باریم              | ۱۲۰۰–۱۰٬۰۰۰ (۲۰–۱۲۰ °C)                                                   |
| تیتانات زیرکونات سرب       | ۵۰۰–۶۰۰۰                                                                  |
| پلیمرهای مزدوج             | ۱/۸–۶ تا ۱۰۰٬۰۰۰                                                          |
| کلسیم مس تیتانات           | >۲۵۰٬۰۰۰                                                                  |

گذردهی نسبی یک ماده تحت شرایطی خاص، میزان توانایی آن ماده برای متمرکز کردن خطوط شار میدان الکتروستاتیکی را نشان می‌دهد. به بیان دقیق‌تر می‌توان این کمیت را برابر با نسبت ظرفیت خازنی با دی‌الکتریک مربوط به ظرفیت خازنی که دی‌الکتریک آن خلأ (به‌طور تقریبی ٬هوا) است تعریف نمود.
گذردهی نسبی یک ماده تابعی از بسامد میدان الکتریکی اعمال‌شده‌است. گذردهی نسبی برای میدان با بسامد صفر، گذردهی نسبی استاتیک یا ثابت دی‌الکتریک نام دارد. از دیگر نام‌های به کار رفته برای گذردهی نسبی در بسامد صفر، می‌توان به ثابت دی‌الکتریک نسبی یا ثابت دی‌الکتریک ایستا (استاتیک) اشاره کرد.

## تعریف
گذردهی نسبی معمولاً با {\displaystyle \varepsilon _{r}(\omega )} نشان داده‌می‌شود و بدین صورت تعریف می‌گردد:
{\displaystyle \varepsilon _{r}(\omega )={\frac {\varepsilon (\omega )}{\varepsilon _{0}}},}
که در آن {\displaystyle \varepsilon (\omega )} گذردهی مطلق وابسته به فرکانس و عددی مختلط و {\displaystyle \varepsilon _{0}} نیز ثابت گذردهی خلأ است. گذردهی نسبی یک کمیت بدون بعد و معمولاً عددی مختلط است. قسمت موهومی آن مربوط به تغییر فاز بردار قطبش و بردار میدان الکتریکی است که عامل تضعیف موج الکترومغناطیسی منتشر شونده در ماده است.
بنا به تعریف، ثابت گذردهی خطی خلأ برابر با ۱ است (خطی)، هرچند در الکترودینامیک کوانتومی برخی اثرات غیرخطی برای خلأ در شدت‌های بالا روی می‌دهند.